# Cathédrale Saint-Henri d'Helsinki
Cette cathédrale Saint-Henri (en finnois : Pyhän Henrikin katedraali) est la cathédrale catholique d'Helsinki en Finlande. Située dans le quartier d'Ullanlinna, elle est dédiée à saint Henri, évêque d'Uppsala.

## Historique
Elle est construite entre 1858 et 1860, selon un projet lancé par la comtesse von Berg, née Leopoldina Ciconia di Mozzone, épouse du gouverneur général de Finlande, le comte von Berg. 
On compte parmi les contributeurs financiers la comtesse Adlerberg (1808-1888), épouse du successeur du comte von Berg, le général Adlerberg. 
La Finlande étant majoritairement luthérienne, l'église est utilisée principalement par les étrangers catholiques. 
C'est le siège du diocèse catholique d'Helsinki depuis 1920. 
La petite cathédrale est la principale église catholique d'Helsinki et elle organise des cérémonies religieuses en plusieurs langues.

## Architecture

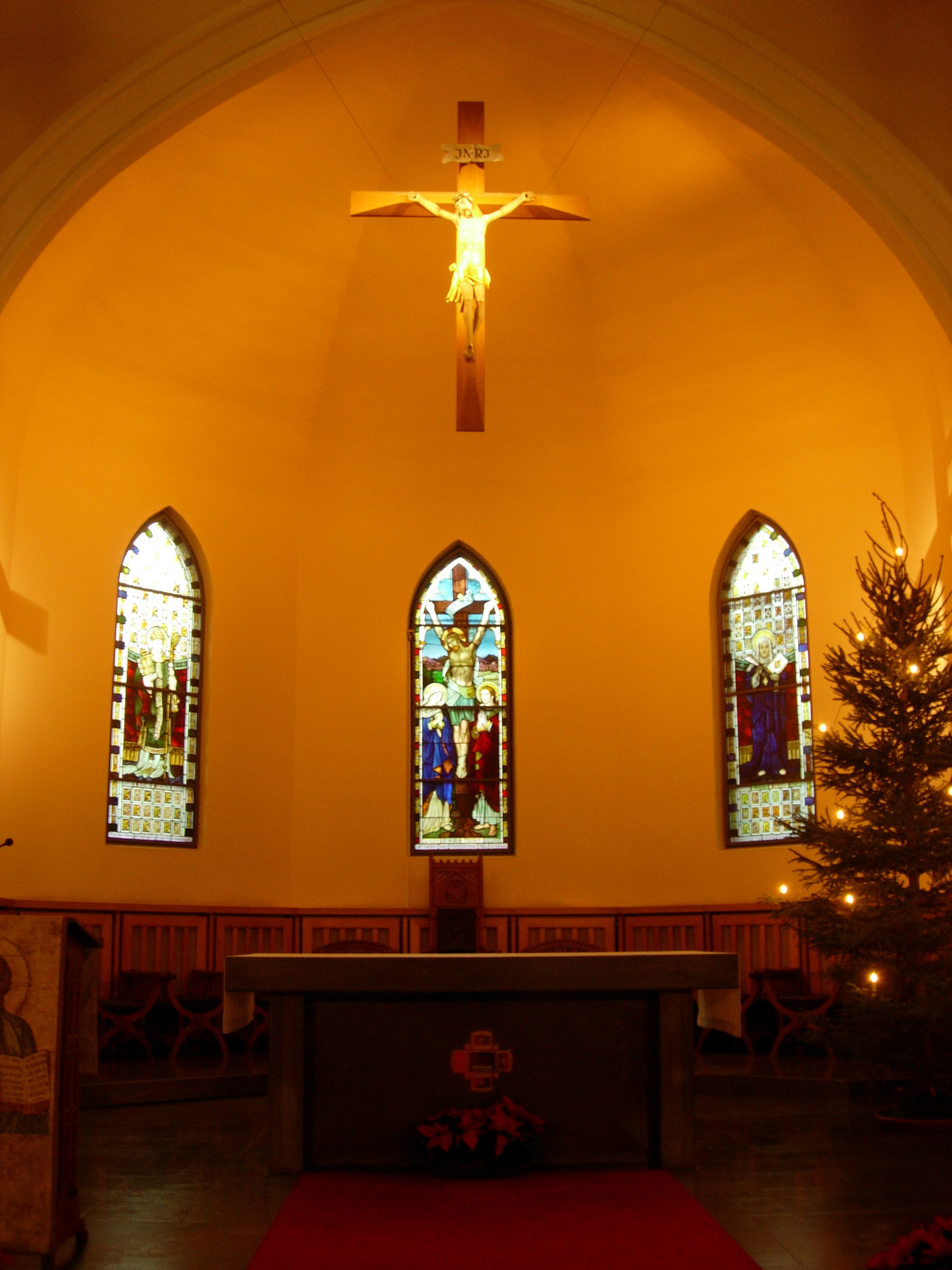
L'autel.

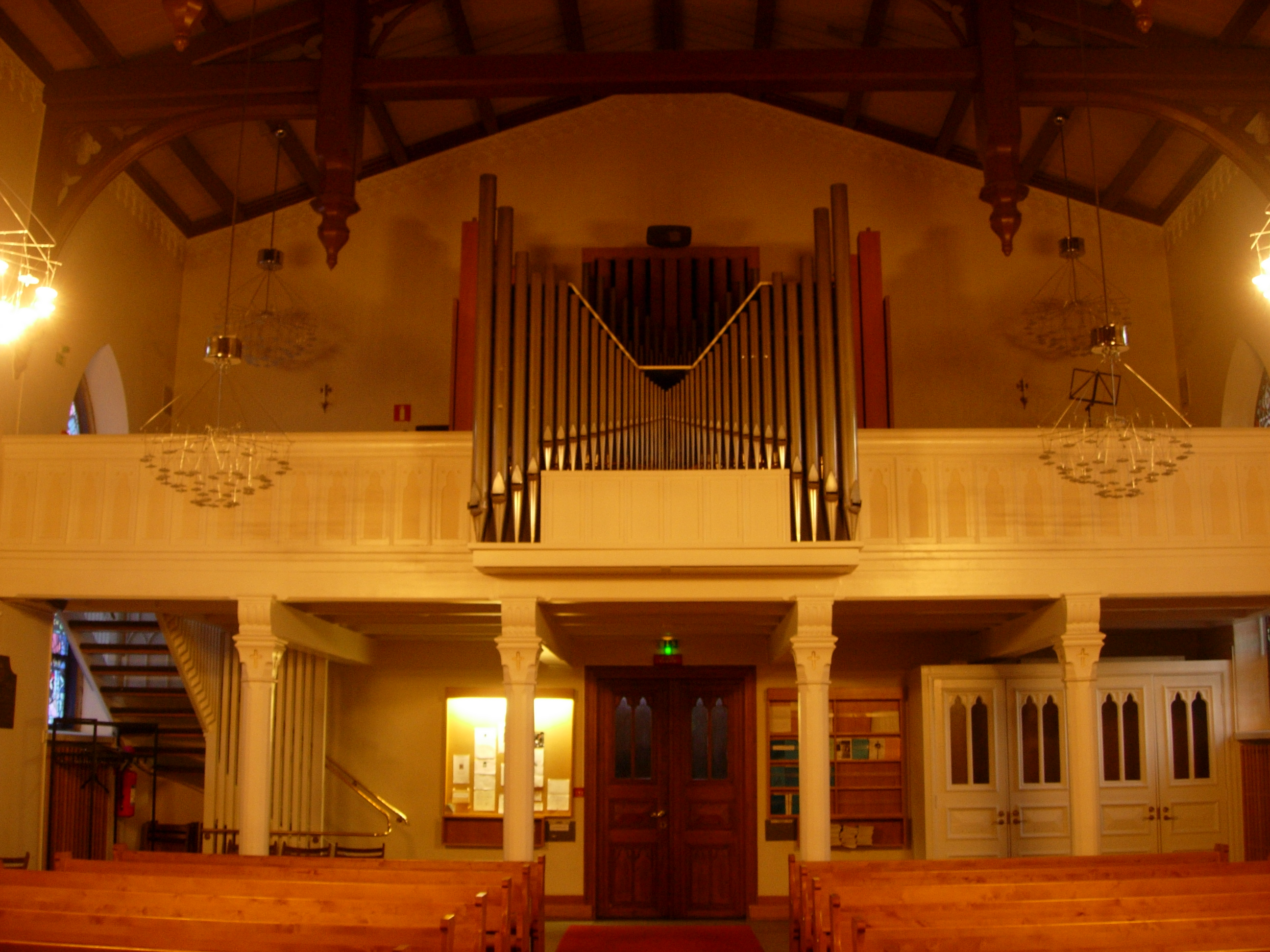
L'orgue.

Cette petite cathédrale néogothique est conçue par Ernst Bernhard Lohrmann. L’extérieur de la cathédrale garde son aspect d'origine. Des statues de saint Henri, saint Pierre et saint Paul décorent les murs extérieurs.
Les vitraux de la nef sont réalisés par René Groene dans les années 1960. 
L'intérieur a été rénové en 1981 par l'architecte Olof Hansson. 
Dans le chœur on a conservé des reliques de Saint Cyprien, de Saint Olaf et de Sainte Brigitte et de Saint Henri.
La cathèdre est décorée du blason de Michael Buckx le premier prêtre de l'Église catholique romaine en Finlande.
En 2009 on découvre que la toiture risque de s’effondrer, sa rénovation sera terminée à l'automne 2010. Certaines boiseries de la charpente étaient pourries et seront remplacées en même temps que le toit en tôle. Avant la rénovation le toit était rouge, mais comme dans le clocher on a trouvé des tuiles vertes alors la Direction des musées a accepté que le toit retrouve sa couleur verte. Le clocher a aussi été rénové ainsi que les vitraux et les agenouilloirs. Les travaux ont été financés par la Direction des musées, des fondations finlandaises, des personnes privées et par la fondation allemande Bonifatiuswerk.